# Giugno pisano
Il Giugno pisano è un insieme di eventi che hanno come fulcro i festeggiamenti per il patrono San Ranieri, il giorno 17 giugno.
Originariamente raccoglieva soltanto la Luminara della vigilia della festa e il Palio di San Ranieri, oltre che, una volta ogni quattro anni, la Regata delle Antiche Repubbliche Marinare. Nell'intento di creare un mese di eventi di interesse fu spostato in questo mese anche la sfida del Gioco del Ponte.
Col tempo molti altri eventi si sono sommati, più o meno legati alle tradizioni o al santo. Degni di nota le recuperate tradizioni del Mazzascudo e dello Sposalizio col mare che avvengono uno a fine maggio e l'altro ad inizio luglio, quasi ad aprire e chiudere gli eventi del Giugno pisano.

## Eventi del Giugno pisano
- 28 maggio - Mazzascudo in piazza dei Cavalieri
- 16 giugno - Luminara di San Ranieri
- 17 giugno - Palio di San Ranieri
- Ultimo sabato pomeriggio di giugno - Gioco del Ponte
- Regata delle Antiche Repubbliche Marinare
- 6 luglio - Sposalizio col mare

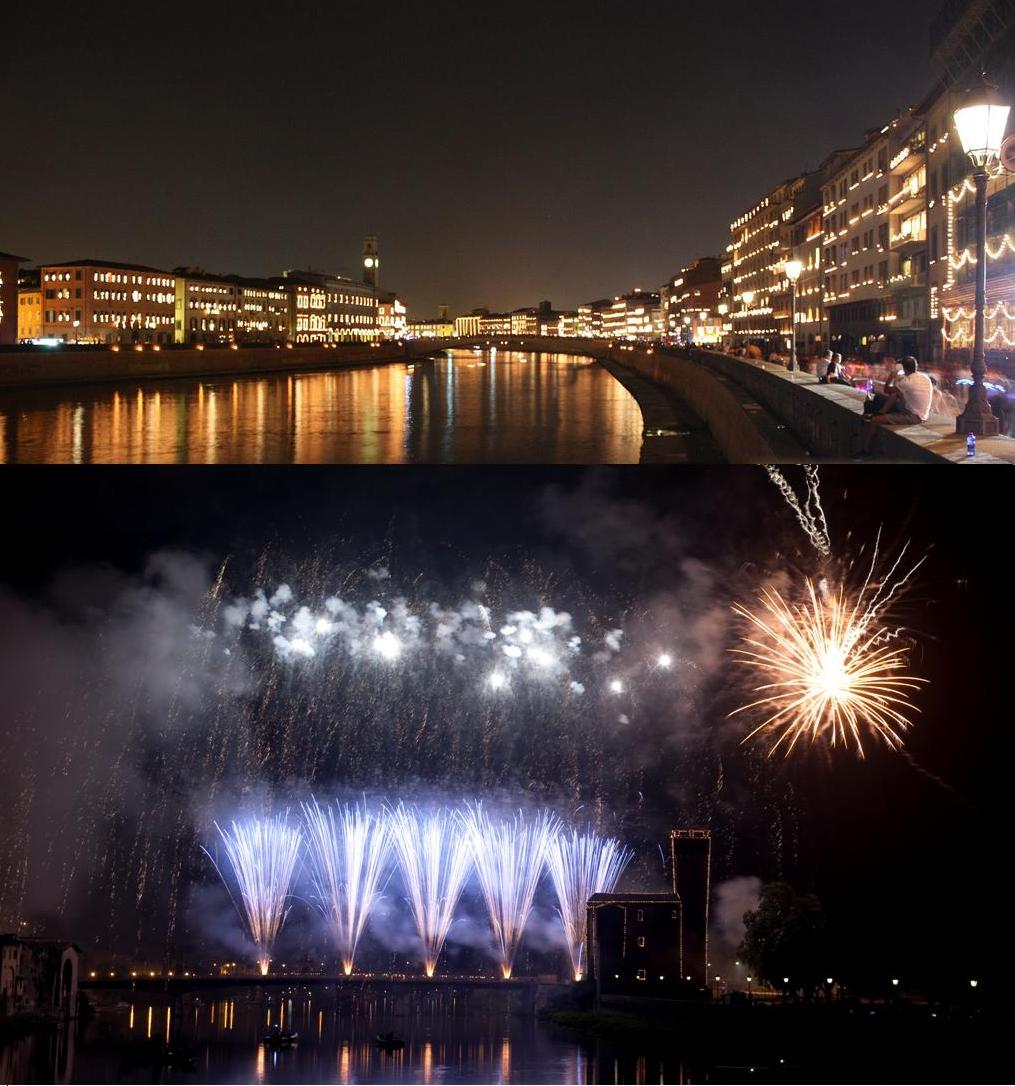
Luminara di San Ranieri
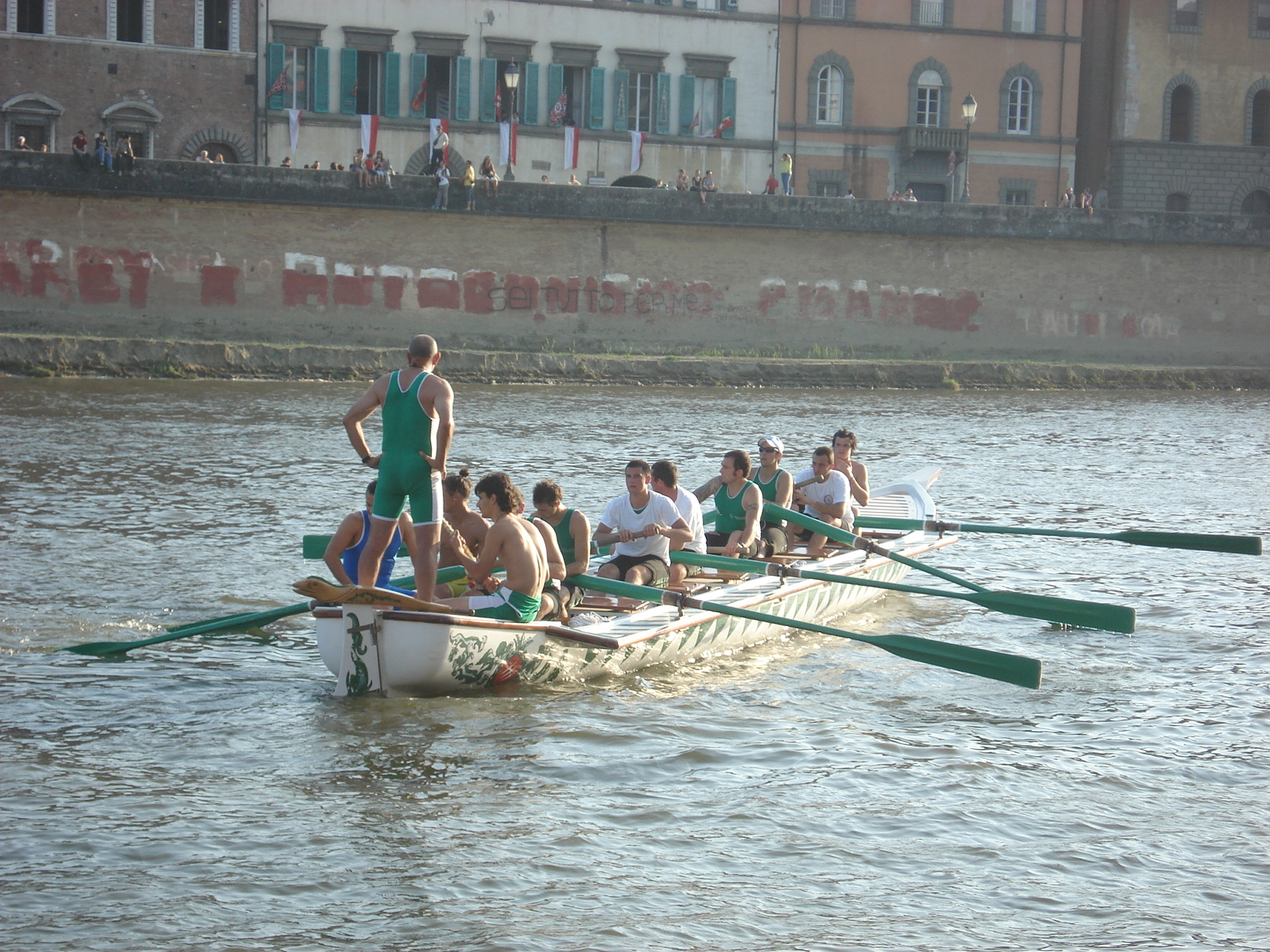
Palio di San Ranieri
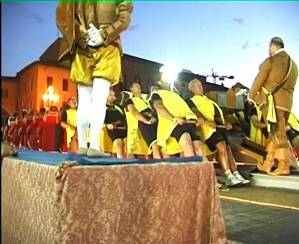
Gioco del Ponte